# Ivančevo
Ivančevo je naseljeno mjesto u općini Vareš, Federacija Bosne i Hercegovine, BiH.

## Stanovništvo

### 1991.
Nacionalni sastav stanovništva 1991. godine, bio je sljedeći:
ukupno: 152
- Hrvati - 138
- Jugoslaveni - 5
- ostali, neopredijeljeni i nepoznato - 9

### 2013.
Nacionalni sastav stanovništva 2013. godine, bio je sljedeći:
ukupno: 50
- Hrvati - 49
- ostali, neopredijeljeni i nepoznato - 1

## Poznate osobe
- fra Damir Pavić, rimokatolički svećenik, tajnik franjevačke provincije sv. Križa Bosne Srebrene (iz župe Vijaka)